# تیمبلند
تیموتی زد. مازلی (به انگلیسی: Timothy Z. Mosley) (زادهٔ ۱۰ مارس ۱۹۷۱) که با نام تیمبلند (به انگلیسی: Timbaland) او را می‌شناسند، آهنگساز، تهیه‌کننده و رپر آمریکایی است. او به همراه مگو، گروه هیپ-هاپ دونفره‌ای به نام تیمبالند و مگو تشکیل دادند.
تیمبلند در ساختن موفق‌ترین ترانه‌های پاپ آمریکایی به خوانندگانی چون میسی الیوت، عالیه، جی-زی، جاستین تیمبرلیک، اوتادا هیکارو، لوداکریس، نلی فورتادو، دیما بیلان و پوسیکت دالز کمک بسیاری کرده‌است.

## زندگی‌نامه
مازلی در نورفالک، ویرجیانا به دنیا آمد و در همان‌جا هم بزرگ شد و در آنجا با میسی الیوت و ملوین بارکلیف آشنا شد که با نام مگو شناخته می‌شد. مجری کارش را به عنوان مجری پخش موسیقی و با نام «DJ Timmy Tim» آغاز کرد و ترانه‌های هیپ-هاپ اجرا می‌کرد.
در سال ۱۹۹۶ گینواین اولین آلبوم خود را با نام Ginuwine...the Bachelor عرضه کرد که تهیه‌کننده اش تیمبالند بود و این آلبوم هم از نظر فروش و هم در نقدهایی که از آن می‌شد موفق بود. در بسیاری از ترانه‌های این آلبوم تیمبالند در میان آهنگ‌ها آوازهایی به صورت رپ و جسته گریخته می‌خواند و این عمل شبیه کاری بود که الیوت و پاف ددی در همان زمان انجام می‌دادند. صدای تیمبالند به صورت آهسته و الکترونیکی در میان آهنگ‌ها شنیده می‌شد.
در طول مدتی که آلبوم Ginuwine...the Bachelor در حال تهیه بود، خواننده R&B، عالیه با تیمبلند و میسی الیوت تماس گرفت و از آن‌ها خواست که سازنده و تهیه‌کننده آلبوم دومش یعنی One In A Million باشند. ترانه‌های آلبوم عالیه، مانند آلبوم Ginuwine...the Bachelor بود و این آلبوم به فروش جهانی ۱۱ میلیون دست یافت و علاوه بر معروف ساختن عالیه، تیمبالند و الیوت هم به شهرت رسیدند.
در دههٔ ۱۹۹۰ تیمبلند و الیوت موفق‌ترین آهنگساز و تهیه‌کننده شدند. تا انتهای این دهه صدای تیمبالند در بسیاری از ترانه‌های SWV، دستینیز چایلد، نیکول ری، توتال، جی-زی و نس شنیده می‌شد.
بین سال‌های ۲۰۰۰ و ۲۰۰۵، تیمبلند همکاری‌هایی در ساخت آهنگ با خوانندگانی چون لوداکریس، جی-زی، عالیه، گینواین، اسنوپ داگ، میسی الیوت، فیبالوس، بوبا اسپارکس، پیتی پابلو، نیکول ری، لیمپ بیزکت، جاستین تیمبرلیک، TLC، آلیشا کیز، کیلی دین، نیت داگ، برندی، ال ال کول جی داشت.
در سال ۲۰۰۵ همکاری‌هایی با Tweet و گیم و جنیفر لوپز داشت.
تیمبلند یک شرکت موسیقی جدید با نام Mosley Music Group را افتتاح کرد و خوانندگانی چون نلی فورتادو و کری هیلسون و D.O.E. با این برچسب آلبوم جدیدشان را ساختند. در سال ۲۰۰۶ نلی فورتادو سومین آلبوم خود را با نام Loose عرضه کرد که در آمریکا number-one بود. در این سال تیمبالند با خوانندگانی چون ویتنی هوستون، جی‌سی چیسز، میسی الیوت، پاف ددی، یانگ جیزی، چینگی، گیم، روزاندا توماس، Tweet, بیورک، فیفتی سنت، ریچ بوی، UGK, Stat Quo, اسنوپ داگ، rapper حوا همکاری داشت.
در سال ۲۰۰۷ تیمبالند آلبومی با نام Timbaland Presents Shock Value عرضه کرد که در آن خوانندگان چون دکتر دره، التون جان، نلی فورتادو، میسی الیوت با او همکری می‌کردند.
در بین خوانندگان هیپ-هاپ سیاهپوست، تیمبلند از نظر ثروت با ۲۱ میلیون دلار نفر چهارم است و سه نفر اول به ترتیب جی-زی (۳۴ میلیون دلار) و فیفتی سنت (۳۲ میلیون دلار) و پاف ددی (۲۸ میلیون دلار) هستند.

## آلبوم‌شناسی
- ۱۹۹۸: Tim's Bio: Life from da Bassment
- ۲۰۰۷: Shock Value
- ۲۰۰۹: Shock Value II
- ۲۰۱۱:Shock Value III